# Beyoncé: Platinum Edition
Beyoncé: Platinum Edition é a primeira caixa especial da cantora norte-americana Beyoncé, lançada em 24 de novembro de 2014 às 00:00, pela Parkwood Entertainment e Columbia Records. É uma reedição de seu quinto álbum de estúdio, Beyoncé (2013), que foi lançada no aniversário de um ano do álbum e é embalada com os discos de áudios e vídeos da edição original. O projeto inclui ainda outro CD, incluindo duas músicas recém-gravadas e quatro remixes lançados anteriormente, e um segundo DVD com dez apresentações ao vivo filmadas durante o The Mrs. Carter Show World Tour (2013-14).
Seu quarto EP, intitulado More Only, foi lançado digitalmente juntamente com o conjunto da caixa, oferecendo o material recém-lançado como uma coleção individual. O EP estreou no número 8 da Billboard 200, vendendo 43 mil cópias em sua primeira semana, mas também ganhou 28 mil em unidades equivalentes a álbuns. O lançamento foi promovido com o lançamento de "Flawless Remix" nos Estados Unidos como o single principal do box estabelecido em 12 de agosto de 2014, seguido de " 7/11 " em 25 de novembro de 2014.

## Antecedentes e lançamento
Beyoncé lançou inesperadamente seu quinto álbum de estúdio auto-intitulado em 13 de dezembro de 2013, sem aviso prévio às exatamente 12:00. O recorde foi um sucesso comercial, estreando no número um na Billboard 200 dos EUA, com vendas de 617 mil cópias em três dias e permaneceu no topo da parada por três semanas e meia consecutivas. Além disso, o lançamento vendeu cinco milhões de cópias em novembro de 2014. Os relatos de uma possível edição especial surgiram pela primeira vez em novembro de 2014, quando foi amplamente especulado que Beyoncé lançaria um segundo volume do seu quinto álbum em 25 de novembro sem promoção prévia. Depois disso, foi confirmado que uma lista de faixas que vazou para o box set  foi "completamente inventada". A Parkwood Entertainment anunciou que o álbum Beyoncé seria reeditado em uma caixa de quatro discos expandida, com o subtítulo Platinum Edition.
A Platinum Edition foi lançada por lojas físicas e lojas de música on-line em 24 de novembro de 2014; foi disponibilizado simultaneamente no Spotify pela primeira vez desde que o álbum original foi lançado. O conjunto de caixas é fornecido com os discos de áudio e vídeo do álbum original, um DVD com o subtítulo Live, com dez apresentações filmadas durante The Mrs. Carter Show World Tour (2013–14), um CD de seis faixas com o subtítulo More. Live e More foram lançados digitalmente como uma reprodução estendida independente através da iTunes Store e Amazon.com; o material de áudio foi disponibilizado como downloads individuais no Google Play.

## Recepção
Ben Sisario, do The New York Times, comentou que a Platinum Edition continuou a tendência de "reembalar álbuns de sucesso com algum conteúdo extra" para manter um desempenho comercial bem-sucedido. Além disso, ele observou que Iggy Azalea reeditou seu álbum de estúdio de estréia, The New Classic (2014), como Reclassified e que o Paramore relançou seu quarto álbum de estúdio auto-intitulado (2013) em uma versão de luxo no mesmo dia em que Beyoncé lançou sua reedição. No entanto, o vice-presidente de comércio de música da Trans World Entertainment, Ish Cuebas, reconheceu que o interesse inicial pela Platinum Edition parecia "leve".
Em uma crítica para Cuepoint, Robert Christgau deu à Platinum Edition uma nota "A" e argumentou que, diferentemente da maioria dos DVDs supérfluos, o terceiro disco "governa, não apenas para a lendária disciplina de palco de Knowles e rotinas de dança especializadas, mas para uma estrela ainda mais embelezada pela rapidez com que projeta empatia, humor e diversão para os fãs que entendem tudo". Ele concluiu que esta edição em platina do álbum é o "melhor da Bey de todos os tempos", porque a adição do CD "More Only" dilui os tediosos temas de dignidade presentes no álbum original em favor de músicas mais eróticas e lascivas. Christgau classificou a parte More Only como o sétimo melhor álbum de 2014 em sua lista de final de ano para The Barnes & Noble Review.

## Alinhamento de faixas
| Beyoncé – Disco um (Audio) |                                           | |                                                                 |         |  |
| N.º                        | Título                                    | Compositor(es)                                                                                                | Produtor(es)                                                    | Duração |  |
| 1.                         | "Pretty Hurts"                            | Sia Furler | Ammo Knowles                                                    | 4:17    |  |
| 2.                         | "Haunted"                                 | Boots Knowles                                                                                                 | Boots Knowles                                                   | 6:09    |  |
| 3.                         | "Drunk in Love" (com Jay Z)               | Knowles Noel Fisher Shawn Carter Andre Eric Proctor Rasool Diaz Boots Brian Soko Timothy Mosley Jerome Harmon | Detail Knowles [A] Timbaland [A] Harmon [A] Boots [A] Soko [A]  | 5:23    |  |
| 4.                         | "Blow"                                    | Pharrell Williams Knowles James Fauntleroy Mosley Harmon Justin Timberlake                                    | Williams Knowles Timbaland [B] Harmon [B]                       | 5:09    |  |
| 5.                         | "No Angel"                                | Caroline Polachek Knowles Fauntleroy                                                                          | Polachek Knowles Boots [A]                                      | 3:48    |  |
| 6.                         | "Partition"                               | Knowles Terius Nash Timberlake Boots Mosley Harmon Dwane Weir II                                              | Timbaland Harmon Timberlake Knowles Key Wane Dean [A] Boots [A] | 5:19    |  |
| 7.                         | "Jealous"                                 | Fisher Knowles Proctor Diaz Soko Boots                                                                        | Detail Knowles Boots [A] Hit-Boy [A] Proctor [A]                | 3:04    |  |
| 8.                         | "Rocket"                                  | Miguel Jontel Pimentel Knowles Timberlake Mosley Harmon                                                       | Timbaland Knowles Harmon [B]                                    | 6:31    |  |
| 9.                         | "Mine" (com Drake)                        | Noah Shebib Aubrey Drake Graham Knowles Jordan Kenneth Cooke Ullman Sidney "Omen" Brown Weir                  | Noah "40" Shebib Majid Jordan [A] Brown [A] Knowles [C]         | 6:18    |  |
| 10.                        | "XO"                                      | Ryan Tedder Nash Knowles                                                                                      | Tedder Nash Knowles Hit-Boy [A] HazeBanga Music [A]             | 3:35    |  |
| 11.                        | "Flawless" (com Chimamanda Ngozi Adichie) | Knowles Nash Chauncey Hollis Boots Rey Reel Music                                                             | Hit-Boy Knowles Rey Reel Music [B] Boots [A]                    | 4:10    |  |
| 12.                        | "Superpower" (com Frank Ocean)            | Williams Frank Ocean Boots Knowles                                                                            | Williams Boots [A] Knowles [C]                                  | 4:36    |  |
| 13.                        | "Heaven"                                  | Boots Knowles                                                                                                 | Boots Knowles                                                   | 3:50    |  |
| 14.                        | "Blue" (com Blue Ivy)                     | Boots Knowles                                                                                                 | Boots Knowles                                                   | 4:26    |  |
| Duração total:             | Duração total:                            | Duração total:                                                                                                | Duração total:                                                  | 64:35   |  |

| Beyoncé – Disco dois (Visual) |                                           |                                          |         |  |
| N.º                           | Título                                    | Diretor(es)                              | Duração |  |
| 1.                            | "Pretty Hurts"                            | Melina Matsoukas                         | 7:04    |  |
| 2.                            | "Ghost"                                   | Pierre Debusschere                       | 2:31    |  |
| 3.                            | "Haunted"                                 | Jonas Åkerlund                           | 5:21    |  |
| 4.                            | "Drunk in Love" (com Jay-Z)               | Hype Williams                            | 6:21    |  |
| 5.                            | "Blow"                                    | H. Williams                              | 5:25    |  |
| 6.                            | "No Angel"                                | @lilinternet                             | 3:53    |  |
| 7.                            | "Yoncé"                                   | Ricky Saiz                               | 2:02    |  |
| 8.                            | "Partition"                               | Jake Nava                                | 3:49    |  |
| 9.                            | "Jealous"                                 | Beyoncé Francesco Carrozzini Todd Tourso | 3:26    |  |
| 10.                           | "Rocket"                                  | Beyoncé Ed Burke Bill Kirstein           | 4:30    |  |
| 11.                           | "Mine" (com Drake)                        | Debusschere                              | 4:59    |  |
| 12.                           | "XO"                                      | Terry Richardson                         | 3:35    |  |
| 13.                           | "Flawless" (com Chimamanda Ngozi Adichie) | Nava                                     | 4:12    |  |
| 14.                           | "Superpower" (com Frank Ocean)            | Åkerlund                                 | 5:24    |  |
| 15.                           | "Heaven"                                  | Beyoncé Tourso                           | 3:55    |  |
| 16.                           | "Blue" (com Blue Ivy)                     | Beyoncé Burke Kirstein                   | 4:35    |  |
| 17.                           | "Credits"                                 |                                          | 2:34    |  |
| 18.                           | "Grown Woman" (vídeo bônus)               | Nava                                     | 4:24    |  |
| Duração total:                | Duração total:                            | Duração total:                           | 78:00   |  |

| Beyoncé – Disco três (DVD ao vivo) |                             |         |  |
| N.º                                | Título                      | Duração |  |
| 1.                                 | "Run the World (Girls)"     | 4:01    |  |
| 2.                                 | "Flawless"                  | 4:11    |  |
| 3.                                 | "Get Me Bodied"             | 4:51    |  |
| 4.                                 | "Blow"                      | 3:59    |  |
| 5.                                 | "Haunted"                   | 4:47    |  |
| 6.                                 | "Drunk in Love" (com Jay-Z) | 4:07    |  |
| 7.                                 | "1+1"                       | 4:47    |  |
| 8.                                 | "Partition"                 | 4:23    |  |
| 9.                                 | "Heaven"                    | 4:39    |  |
| 10.                                | "XO"                        | 3:54    |  |
| Duração total:                     | Duração total:              | 43:39   |  |

| Beyoncé – Disco quatro (Audio), EP More Only |                                                | | |         |  |
| N.º                                          | Título                                         | Compositor(es) | Produtor(es) | Duração |  |
| 1.                                           | "7/11"                                         | Beyoncé Knowles Bobby Johnson Fisher Sidney Swift                                                                               | Beyoncé Johnson Detail [a] Sidney Swift [a] Derek Dixie [b]                                                      | 3:33    |  |
| 2.                                           | "Flawless Remix" (com Nicki Minaj)             | Nash Knowles Hollis Rey Reel Music Muhammad Onika Maraj                                                                         | Beyoncé Hit-Boy Rey Reel Music HazeBanga The-Dream Dixie [c] Boots [b]                                           | 3:54    |  |
| 3.                                           | "Drunk in Love Remix" (com Jay-Z e Kanye West) | Fisher Knowles Carter Proctor Díaz Soko Mosley Harmon Kanye West Cydel Young Malik Yusef J. Sakiya Sandifer Dean Noah Goldstein | Detail The Order Beyoncé West [c] Dean [c] Timbaland [b] Harmon [b] Boots [b] Noah Goldstein [b]                 | 6:35    |  |
| 4.                                           | "Ring Off"                                     | | Caren Beyoncé Cook Classics [a] HS87 (Hit-Boy HazeBanga Preach Bal4) [b] Dean [b] Ariel Rechtshaid [b] Dixie [b] | 3:00    |  |
| 5.                                           | "Blow Remix" (com Pharrell Williams)           | Pharrell Williams Knowles Fauntleroy Mosley Harmon Timberlake Nash                                                              | P. Wiliams Beyoncé Timbaland [a] Harmon [a]                                                                      | 5:09    |  |
| 6.                                           | "Standing on the Sun Remix" (com Mr. Vegas)    | Greg Kurstin Furler Knowes Fisher Proctor Díaz Soko                                                                             | Kurstin Beyoncé [b] P. Williams [b]                                                                              | 4:33    |  |
| Duração total:                               | Duração total:                                 | Duração total: | Duração total:                                                                                                   | 26:44   |  |

Notas
A  - denota produtores adicionais
B  - denota co-produtores
C  - denota produtores vocais
- "No Angel" é estilizada como "Angel".
- "Flawless" é estilizada como "***Flawless".

Créditos de demonstrações
- "Partition" apresenta uma fala francesa do filme The Big Lebowski (1998), dita por Hajiba Fahmy.
- "Flawless" possui porções do discuro "Why Should All Be Feminists", feito por Chimamanda Ngozi Adichie.
- "Heaven" contém elementos do Pai Nosso em espanhol, recitado por Melissa Vargas.
- "Flawless Remix" contém uma amostra de " SpottieOttieDopaliscious " da OutKast .
- "Drunk in Love Remix" contém uma amostra dos " Flashing Lights " de Kanye West, vocais fornecidos por Connie Mitchell .
- "Ring Off" contém partes de um discurso proferido por Tina Knowles no Almoço de Liderança da Texas Women's Empowerment Foundation em 2014.

## Desempenho nas tabelas musicais
| Tabela musical (2014)      | Melhor posição |
| -------------------------- | -------------- |
| Austrália (ARIA Music DVD) | 1              |
| Suécia (Sverigetopplistan) | 26             |

| Tabela musical (2014)      | Posição  |
| -------------------------- | -------- |
| Australian Music DVD Chart | 17       |
| Chart (2015)               | Position |
| Australian Music DVD Chart | 44       |
| Swedish Albums Chart       | 51       |
| Tabela musical (2016)      | Posição  |
| Swedish Albums Chart       | 83       |

## Histórico de lançamentos
| País           | Lançamento             | Formato          | Gravadora                                          | Ref.   |
| -------------- | ---------------------- | ---------------- | -------------------------------------------------- | ------ |
| Canadá         | 24 de novembro de 2014 | CD + DVD         | Sony Entertainment Canada                          | [ 23 ] |
| França         | 24 de novembro de 2014 | CD + DVD         | Parkwood Entertainment Columbia                    | [ 24 ] |
| Japão          | 24 de novembro de 2014 | CD + DVD         | Sony Music Japan                                   | [ 25 ] |
| Reino Unido    | 24 de novembro de 2014 | CD + DVD         | RCA                                                | [ 26 ] |
| Estados Unidos | 24 de novembro de 2014 | CD + DVD         | Columbia Records Sony Music Parkwood Entertainment | [ 27 ] |
| No mundo todo  | 24 de novembro de 2014 | Download digital | Columbia Records Sony Music Parkwood Entertainment | [ 28 ] |
| Países Baixos  | 25 de novembro de 2014 | CD + DVD         | Parkwood Entretenimento                            | [ 29 ] |
| Polônia        | 25 de novembro de 2014 | CD + DVD         | Sony Music Entretenimento                          | [ 30 ] |
| Austrália      | 28 de novembro de 2014 | CD + DVD         | Parkwood Entretenimento                            | [ 31 ] |
| Peru           | 8 de fevereiro de 2015 | CD + DVD         | Parkwood Entretenimento                            | [ 32 ] |